# The Mirror
"The Mirror" je sedma pjesma s albuma Awake (izdan 1994. godine) američkog progresivnog metal sastava Dream Theater. Tekst pjesme napisao je Mike Portnoy, a govori o njegovom tadašnjem problemu, alkoholizmu. Osim na studijskom albumu, pjesma je još uključena u uživo izdanja Once in a LIVEtime i Live Scenes from New York.
Mnogi obožavatelji smatraju ovu skladbu kao uvod u suitu Alcoholics Anonymous, iako skladba sama nije dio suite. To je ujedno i prva skladba za koju je tekst sam napisao Mike Portnoy, koji će u narednim godinama postati, uz Petruccija, glavni tekstopisac sastava. Prije albuma Awake Portnoy je jedino napisao strofu u skladbi "Take the Time" što je do tada bio njegov jedini doprinos lirici Dream Theatera.  
"Puppies on Acid" instrumentalni je uvod pjesme koji sastav ima običaj svirati na koncertima umjesto cijele pjesme "The Mirror".

## Izvođači
- James LaBrie - vokali
- John Petrucci - električna gitara
- John Myung - bas-gitara
- Mike Portnoy - bubnjevi
- Kevin Moore - klavijature